# Seguridad perimetral
La seguridad perimetral corresponde a la integración de elementos y sistemas, tanto electrónicos como mecánicos, para la protección de perímetros físicos, detección de tentativas de intrusión y/o disuasión de intrusos en instalaciones especialmente sensibles. Entre estos sistemas destacan los radares tácticos, videosensores, vallas sensorizadas, cables sensores, barreras de microondas e infrarrojos, concertinas, etc.

## Clasificación
Los sistemas de seguridad perimetral pueden clasificar según la geometría de su cobertura (volumétricos, superficiales, lineales, etc.), según el principio físico de actuación (cable de fibra óptica, cable de radiofrecuencia, cable de presión, cable microfónico, cerco electrificado, etc.) o bien por el sistema de soporte (autosoportados, soportados, enterrados, detección visual, etc.).
También son clasificados dependiendo del medio de detección:
- Sistemas Perimetrales Abiertos: Los que dependen de las condiciones ambientales para detectar. Como ejemplo, la video vigilancia, las barreras infrarrojas y las barreras de microondas. Esta característica provoca falsas alarmas o falta de sensibilidad en condiciones ambientales adversas.
- Sistemas Perimetrales Cerrados: Los que no dependen del medio ambiente y controlan exclusivamente el parámetro de control. Como ejemplo, los históricos cables microfónicos, la fibra óptica y los piezo-sensores. Este tipo de sensores suele ser de un costo más elevado.

## Aplicaciones
Su principal aplicación corresponde a Seguridad Nacional (instalaciones militares y gubernamentales, fronteras, aeropuertos, etc.) e instalaciones privadas de alto riesgo (centrales nucleares, sedes corporativas, residencias VIP, etc.).